# Linum burkartii
Linum burkartii là một loài thực vật có hoa trong họ Linaceae. Loài này được Mildner mô tả khoa học đầu tiên năm 1972.